# Robert de Bracquemont
No debe confundírsele con su descendiente Mosén Rubí de Bracamonte, VI señor de Fuente el Sol, y patrono de la Capilla de Mosén Rubí en Ávila.

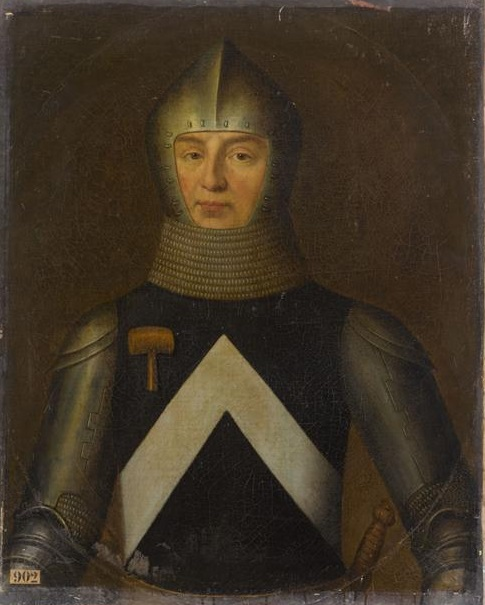
Retrato de Robert de Bracquemont, pintado en el s. xviii, custodiado en el Museo del Palacio de Versalles

Robert ó Robin de Bracquemont, castellanizado como Mosén Rubí de Bracamonte o Roberto de Bracamonte (c. 1355 - 1419, Mocejón, Toledo, Reino de Castilla), señor de Bracquemont y de Travessain (Francia), Fuente el Sol y Rubí de Bracamonte (Castilla), fue un noble y militar normando que ocupó los cargos de Almirante del Reino de Francia (1417) y del Reino de Castilla, así como jefe de la guardia del antipapa Benedicto XIII, impulsor e inversionista en la conquista de las Islas Canarias y genearca del linaje de los Bracamonte en España.

## Origen
Robert era el cuarto hijo del caballero Regnault II de Bracquemont, señor de Bracquemont, Travessain y Pont-Trancard (fallecido en 1364), capitán de Lillebonne, y nieto de Regnault I de Bracquemont y de su esposa Isabel de Bethencourt, tía de Juan de Bethencourt, señor de las Islas Canarias. Su hermano, Guillaume de Bracquemont, fue señor de Florenville y de Sedán.

## Biografía
Llegó a Castilla en 1386 por mandato del rey Carlos VI de Francia para pedir auxilio a Juan II de Castilla, quien se encontraba en Santander, para la guerra contra los musulmanes. Sirvió como embajador francés en la corte de Enrique III al menos durante los años 1391, 1393, 1396, 1403 y 1405.  Durante este tiempo participó en alguna iniciativa contra el duque de Lancaster en Galicia.

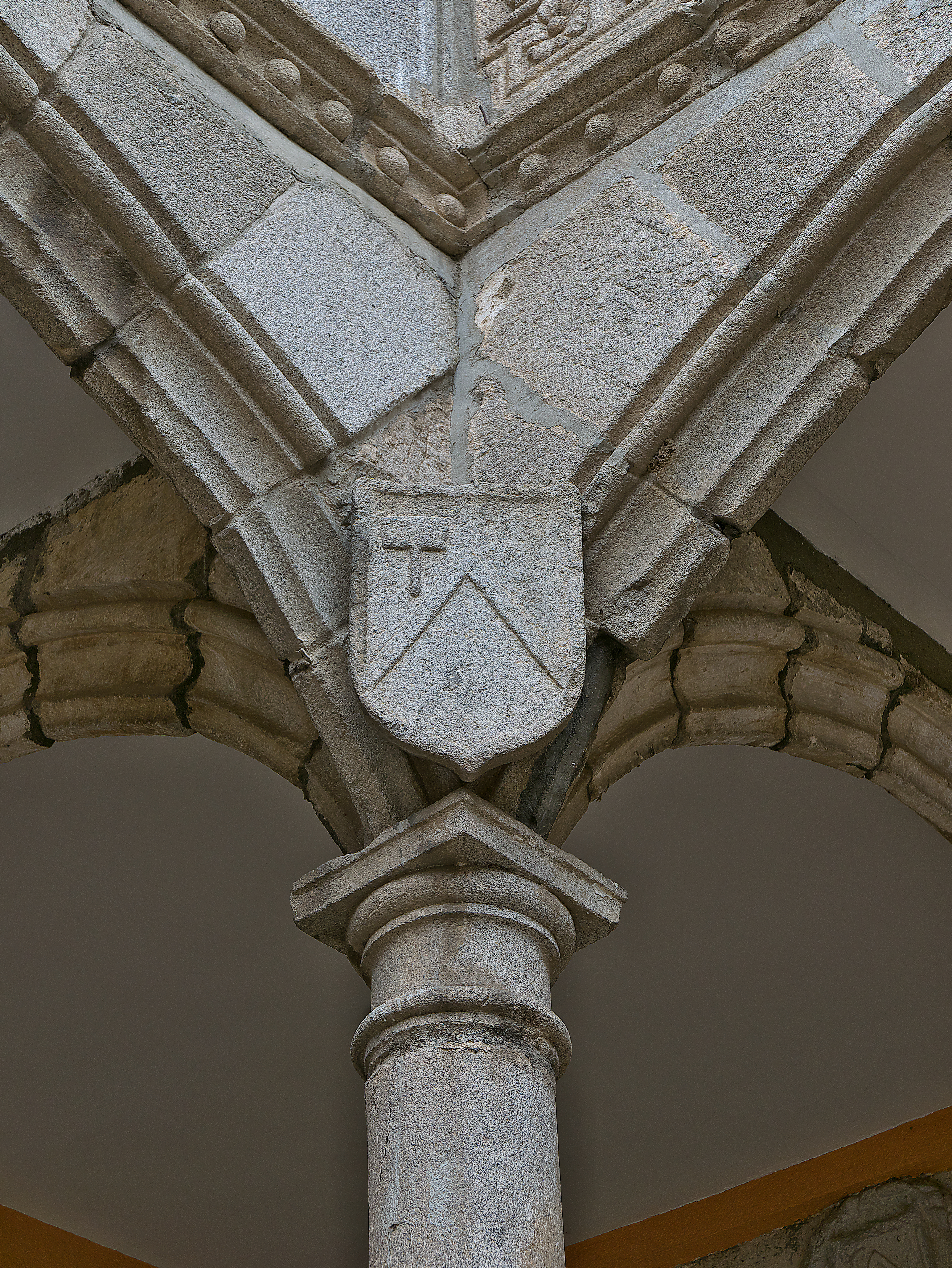
Armas del almirante Robert de Bracquemont en el Palacio de Bracamonte de la ciudad de Ávila

Gracias a su destacada posición en la corte de Castilla, fue casado en primeras nupcias con Inés de Mendoza y Ayala, hija del célebre Pedro González de Mendoza, IX señor de la Casa de Mendoza, regente del Reino de Castilla (1384), adelantado mayor de Castilla, y de su esposa Aldonza Fernández de Ayala, camarera-mayor de la reina Juana Manuel, convirtiéndose gracias a este matrimonio en cuñado de Diego Hurtado de Mendoza, almirante mayor de Castilla (casado con una hija del rey Enrique II), así como de Juana de Mendoza «La Ricahembra» (bisabuela del rey Fernando el Católico). 
En 1402 fue nombrado jefe de la guardia del Antipapa en Aviñón. Se cree que gracias a su relación con Benedicto XIII su sobrino, Juan de Bethencourt, consiguió las bulas papales que le permitieron conquistar las Canarias; y que la relación de Bracquemont tanto con Enrique III como con su cuñado el almirante Hurtado de Mendoza fueron determinantes para la concesión del señorío canario otorgado a Bethencourt. Invirtió Bracquemont siete mil libras en la empresa de su sobrino.
Enrique III lo nombró Almirante de Castilla. En 1415 fue nombrado Almirante de Francia. Entre 1415 y 1417 fue gobernador de Honfleur.
Viudo de su primera esposa, casó en segundas nupcias con Leonor Álvarez de Toledo, hija de don Fernán Álvarez de Toledo, señor de Valdecorneja, y Leonor de Ayala (sin descendientes de dicho matrimonio).
Hizo su último testamento en Madrid el 4 de abril de 1419. Murió en Mocejón (Provincia de Toledo) el mismo año, siendo enterrado en la capilla mayor de la Iglesia de San Pedro Mártir, aunque en 1575 fue trasladado «por breve de Su Santidad» a la capilla mayor del convento de San Francisco de Ávila (a instancias de su descendiente Diego de Bracamonte, VI señor de Fuente del Sol y Cespedosa).

## Descendencia

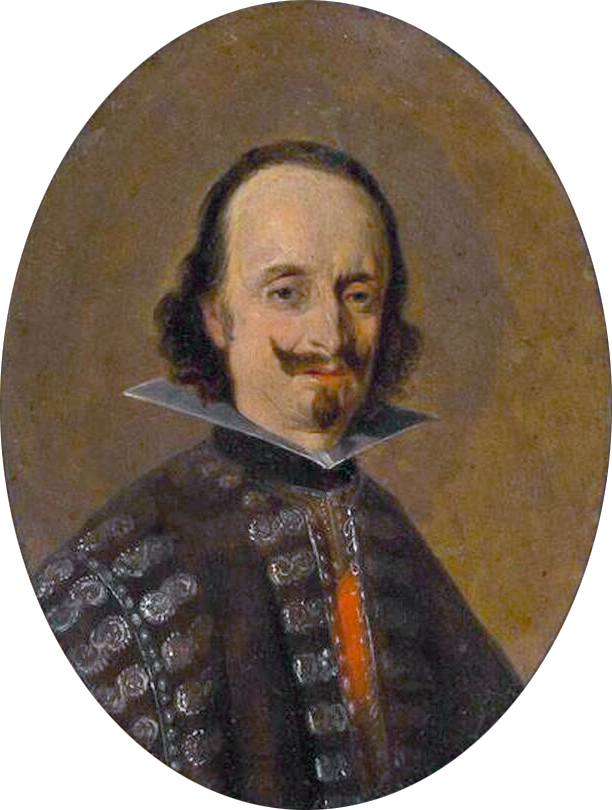
Retrato de don Gaspar de Bracamonte Guzmán, virrey de Nápoles, pintado por Gerard ter Borch

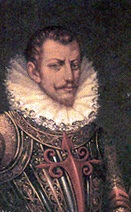
Retrato del conquistador Pedro de Alvarado, adelantado de Guatemala, autor desconocido.

De su primer matrimonio con Inés de Mendoza y Ayala, hija de Pedro González de Mendoza y de su esposa Aldonza Fernández de Ayala (hija ésta de Fernán Pérez de Ayala y de su esposa Elvira Álvarez de Ceballos), nacieron:
- Louis de Bracquemont, señor de Bracquemont y Travessain
- Juan de Bracamonte y Mendoza, II señor de Fuente el Sol y Rubí de Bracamonte (muerto en combate naval en 1515). Casó con Jeanne de Houdetot (sin descendencia).
- Juana de Bracamonte y Mendoza, III señora de Fuente el Sol y Rubí de Bracamonte. Casó con Álvaro Dávila, mariscal del Reino de Castilla y del Reino de Aragón, I señor de Peñaranda de Bracamonte,[9] hijo de Sancho Sánchez Dávila, V señor de San Román, Guadamora y La Ventosa, y de su esposa Inés Fajardo (hija de Alonso Yáñez Fajardo, I adelantado mayor del Reino de Murcia). Fueron los constructores del Palacio de Bracamonte en la ciudad de Ávila y fundadores del mayorazgo de Peñaranda de Bracamonte. Sus descendientes tomaron el apellido Bracamonte. Fueron padres de:
  - Aldonza Dávila y Bracamonte, casada con Diego de Valencia y Acuña, mariscal de Castilla, hijo de Juan de Valencia y Portugal, mariscal de Castilla, y de Beatriz de Acuña y Girón (a su vez hija de Martín Vázquez de Acuña, I conde de Valencia de Don Juan, y de Teresa Téllez-Girón. Fueron padres de Alfonso de Valencia y Bracamonte, mariscal de Castilla (cuyo hijo sería el último representante de la Casa de Valencia), y de Beatriz de Valencia y Bracamonte (antecesora de los marqueses de Jabalquinto, de Solera, de Bedmar, de los condes de Garcíez, etc.).
  - Álvaro Dávila y Bracamonte, II señor de Peñaranda de Bracamonte. Casó con Catalina Briceño. Fueron padres de Juan de Bracamonte, III señor de Peñaranda de Bracamonte, cuyo bisnieto Alonso de Bracamonte Dávila, VI señor de su casa fue creado primer conde de Peñaranda de Bracamonte.
  - Juan Dávila y Bracamonte, IV señor de Fuente el Sol y Rubí de Bracamonte. Casó con Teresa de Vargas, señora de la Pavona.[10] Su hijo Diego Álvarez de Bracamonte, V señor de Fuente del Sol, Rubí de Bracamonte y la Pavona, fue el padre de otro Mosén Rubí de Bracamonte, VI señor de su casa (patrono de la Capilla de Mosén Rubí en Ávila), en ocasiones confundido con su tatarabuelo,[5] quien fue a su vez abuelo de Juan Bautista de Bracamonte Dávila, I marqués de Fuente el Sol.
  - Inés Dávila y Bracamonte. Casó en primeras nupcias con Pedro de Luján, señor de la Torre de los Lujanes, doncel y camarero del rey Juan II, viudo de Isabel de Aponte, hijo de Miguel Ximénez de Luján, maestresala de los reyes Juan I y Enrique III de Castilla, camarero del rey Juan II, y de Catalina Alfonso, hermana de Hernando de Illescas, obispo de Zamora (la única hija del matrimonio, María de Luján y Bracamonte, fue bisabuela del primer conde de Barajas).[11] Tras enviudar, casó en segundas nupcias con Gonzalo Dávila, VI señor de Navamorcuende (sin descendencia).
  - Leonor Dávila y Bracamonte. Casó con Garcí Sánchez de Alvarado, señor de la Casa de Alvarado o El Varado en Secadura, corregidor de la ciudad de Córdoba en tiempos del rey Juan II,[12][13] hijo de Fernán Sánchez del Varado, señor de la Casa de Alvarado, capitán del rey de Aragón, y de María de Agüero y Arce. Fueron padres de Juan de Alvarado y Bracamonte, comendador de Hornachos en la Orden de Santiago, abuelo de los conquistadores Pedro de Alvarado, Jorge de Alvarado, Gonzalo de Alvarado, y Gómez de Alvarado.[14]
  - María Dávila y Bracamonte. Casó con Pedro Dávila y Osorio, IV señor de las Navas y Villafranca, hijo de Diego González Dávila, III señor de las Navas y Villafranca, y de Sancha Osorio (hija de los II condes de Villalobos). Su hijo, Pedro Dávila y Bracamonte, del Consejo de los Reyes Católicos, fue creado primer conde del Risco, y el III conde, primer marqués de las Navas.
  - Isabel Dávila y Bracamonte (monja).
- Aldonçe de Bracquemont (fallecida en torno a 1450). Casó con Pierre Gougeul de Rouville, señor de Rouville y gobernador de Pont-de-l'Arche. Fueron padres:
  - Guillaume Gougeul de Rouville, señor de Rouville. Casó con Louise Malet de Graville, hija de Jean VI Malet, señor de Graville, y de Marie de Montberon (con descendencia en las familias Motier de La Fayette y Harville).

De su segundo matrimonio con Leonor Álvarez de Toledo, hija de Fernán Álvarez de Toledo, señor de Valdecorneja, y de su esposa Leonor de Ayala, señora de Torrejón de Velazco, no hubo descendencia.